# Miguel Ángel Soria López
Miguel Ángel Soria López (Valencia, España, 26 de marzo de 1974) es un exfutbolista español.

## Trayectoria
- Valencia B (1994 - 1996)
- Levante UD (1996-1997)
- Valencia CF (1997-1999)
- CD Numancia (2000-2001)
- Córdoba CF (2001-2004)
- UD Almería (2004-2006)

## Palmarés
- Copa del Rey 1999 (Valencia CF)
- Supercopa 1999 (Valencia CF)